# آلساندرو سیلوا پریرا
آلساندرو سیلوا پریرا (به پرتغالی: Alessandro Silva Pereira) هافبک اهل برزیل است که در شهر برزیل و در تاریخ ۱۵ مهٔ ۱۹۸۲ به دنیا آمده‌است.
آلساندرو سیلوا پریرا در تیم‌های فوتبال Ananindeua سابقهٔ حضور دارد.